# SHK Hockey Club
SHK Hockey är en ishockeyklubb från Skärplinge.

## Klubbens historia
Skärplinge IK var framgångsrikt under andra halvan av 1950-talet med serieseger i ishockeyns division 4 1956. Dessutom blev Skärplinge första lag utanför Uppsala att ta hem DM säsongen 1958/59. 1958 vann klubben även division 3 med uppflyttning och spel i division 2 (motsvarande dagens division 1) säsongen 1959.
I det skedet hade föreningen sin storhetstid och pendlade mellan trean och tvåan under ett par års tid. Det var också under den tid det fanns 22 ishockeyklubbar i de tre norduppländska kommunerna Tierp, Östhammar och Älvkarleby.
Hösten 1971 slog föreningarna Hållnäs IF och Skärplinge IK samman sina ishockeysektioner.